# Döden (Skivvärlden)
Döden är en fiktiv person skapad av Terry Pratchett. Han har varit med i alla Skivvärlden-böcker utom Små blå män och Snuff, och alltså var hans första framträdande i Magins färg 1983.

## Kuriosa
Döden liknar liemannen och har en svart kappa. I hans ögonhålor lyser ett blått sken, som övergår i rött när han blir arg. Han talar alltid i SMÅ VERSALER, utan citattecken. Han förekommer i många böcker om Skivvärlden, och är huvudperson i Döden ligger lågt. Han är nästan äldst i universum eftersom något var tvunget att dö först. Döden har en adoptivdotter som heter Ysabelle och en vit häst som heter Binky. Hans betjänt heter Albert. Han har ett barnbarn som heter Susan, och är dotter till Ysabelle. Det finns också en Råttornas Död, som är mycket mindre men ser likadan ut.
Döden bor i en trädgård, och har bin. Bina kan inte sticka honom, men Döden har i alla fall skydd; om de surrar in i huvudet på honom, leder det till huvudvärk. Han har också helt svarta äppelträd i trädgården.

### Citat
| ” | ALL MY WORK IS IMPORTANT. FOR SOMEONE. | „ |